# リンプ・ビズキット
リンプ・ビズキット（Limp Bizkit）は、アメリカ合衆国のニューメタル/ラップメタル・バンド。

## 来歴
- 1994年 - ヴォーカリストのフレッド・ダースト（Fred Durst）と友人のベーシスト、サム・リヴァース（Sam Rivers）がフロリダ州ジャクソンビルにて結成。後にリヴァースの従兄弟でドラマーのジョン・オットー（John Otto）、さらにギタリストのウェス・ボーランド（Wes Borland）、ハウス・オブ・ペインのサウンド・クリエイター、DJ リーサル（DJ Lethal）を加えてデビュー時のラインナップとなる。

- ジャクソンビルにライヴに来ていたコーンのメンバーに、入れ墨を彫りに来たフレッドがデモを渡し、それがきっかけでデビューすることになったというのは有名な逸話だが、これは誤り。実際は、フレッドがいつの間にかコーンのツアーバスにリンプのデモテープを放り込み、そのデモを気に入ったメンバーがパーティーに呼び、デビューが決まった。そこで酔ったフレッドがコーンのギタリストの背中にタトゥーを彫ったという。KoЯnと彫ったつもりが酔っていたせいでKeЯnと綴りを間違えた。

- 1997年 - デビュー・アルバム『スリー・ダラー・ビル、ヤ・オール$』（Three Dollar Bill, Yall$）に収録された、ジョージ・マイケルのカヴァー「フェイス」のミュージック・ビデオがMTVでヘヴィー・ローテーションされたことで人気が爆発。アルバムは、全米で200万枚を超えるセールスを記録。

- 1999年 - 2作目のアルバム『シグニフィカント・アザー』（Significant Other）を発売。全米初登場1位。全米で700万枚を超えるセールスを記録。

- 2000年 - 3作目のアルバム『チョコレート・スターフィッシュ・アンド・ザ・ホットドッグ・フレイヴァード・ウォーター』（Chocolate Starfish And The Hot Dog Flavored Water）を発売。全米初登場1位。ロック・アルバムの初動売り上げ記録を更新。累計1200万枚を越す大ヒットを記録。

- 2001年 - 音楽性の違いから、ギタリストで楽曲制作の中心者でもあったウェスが脱退。後任として、元スノットのマイク・スミスを据えて活動を続ける。過去楽曲のリミックス・アルバム、ニュー・オールド・ソングス(New Old Songs)を発売。

- 2003年 - 4作目のアルバム『リゾルツ・メイ・ヴァリー』（Results May Vary）を発売。全米初登場3位。リンプらしくないと批判を浴びる。一部のライヴでは観客からブーイングが巻き起こる。このアルバムのみバンドロゴをlimpbizkitとしている。

- 2004年 - 公式サイトにて、ウェスの復帰が伝えられる。

- 2005年 - ノンプロモーションでミニアルバムとなる『「真実への逃避」〜ジ・アンクエスチョナブル・トゥルース (第一幕)』（The Unquestionable Truth (Part 1)）を発表。全米初登場24位。さらに、初のベスト・アルバム『グレイテスト・ヒッツ』（Greatest Hitz）とビデオ集『グレイテスト・ヴィデオズ』（Greatest Videoz）を発売。

- 2006年 - ウェスが再脱退。それにともないバンド活動を一時休止。

- 2008年 - バンド復活ツアーと活動再開を発表。ツアーギタリストにはエヴァネッセンスのテリー・バルサモが同行した。余談だが、テリーはウェスがバンドに加わる以前の1995年に、一時的にバンドメンバーとして加わっていた。

- 2009年 - Download Festivalのオーガナイザーが、｢ウェス・ボーランドはLimp Bizkitに戻ったのか？｣という質問に対し、｢Yes、100パーセント。｣というコメントをしている。
- ウェスの復帰が正式に発表され、同年、"Rock Am Ring"や"Rock Im Park"などでライヴ活動を再開。SUMMER SONIC 09にも出演。

- 2011年 - ウェス完全復帰のもと、完全新作の5枚目のスタジオ・アルバム、『ゴールド・コブラ』（Gold Cobra）を発売し、全米初登場16位を獲得する。バンドはこのアルバムを最後にインタースコープ・レコードを離脱。10月には、ヘヴィメタル・フェスティバルLOUD PARK11に参加のため来日した。

- 2012年 - 新たにキャッシュ・マネー・レコードと契約を交わす。ところが、フレッドとジョン、DJ リーサルとの間でドラッグ・アルコールをめぐる問題で口論となり、DJ リーサルが急遽脱退。一度は復帰したいことをほのめかしていたが、結局バンドから解雇された。

- 2018年 - DJ リーサルが復帰。

- 2021年 - 6枚目のアルバム『スティル・サックス』（Still Sucks）を発売。

## バンド名の由来
「マリファナを吸い、オーバーヒートしラリラリのクレイジーになっている」とあるローディーのオツムの状態を表した
（three dollar bill, y'all$ のライナーノーツによる）というエピソードと絡めて「limp biscuit」（マリファナ入りのビスケットを指す）というスラングを捩り、名付けられた。バンド名の後半部分が'Biscuit' → 'Biskit' → 'Bizkit'、というようにスペルが捻られているが、「リンプ・ビスケット」もしくは「リンプ・ビスキット」というものが英米圏での発音により近いカタカナ表記である。しかし、レコード販売元であるUNIVERSAL MUSIC JAPANをはじめ、日本国内での各種メディアにおけるカタカナでのバンド名表記は「リンプ・ビズキット」となっている。

## 音楽性
ジャンルとしてはヘヴィメタルとヒップホップを融合したラップメタルに分類される。フレッドの甲高いMCと、ウェスの奏でる変態的ともいえる独特のギター・サウンドが持ち味である。
また、1980～90年代のポップス・ロックにもこだわっているようで、これまでにジョージ・マイケルの「フェイス」にザ・フー「ビハインド・ブルー・アイズ」、モトリー・クルー「ホーム・スウィート・ホーム」、ザ・ヴァーヴ「ビター・スウィート・シンフォニー」の3曲のカヴァー曲（「ホーム・スウィート・ホーム」と「ビタースウィート・シンフォニー」は、1曲にまとめてカヴァー）をアルバムに収録。ライブでも、ニルヴァーナの「ユー・ノウ・ユーアー・ライト」やハウス・オブ・ペインの「ジャンプ・アラウンド」なども披露している。
ブラック・フラッグのヘンリー・ロリンズは「俺が17歳だったら、最高に好きなバンドだった。」と語っている。しかしアンチ派もおり、レイジ・アゲインスト・ザ・マシーンのザック・デ・ラ・ロッチャは「僕たちが積み上げたヘヴィロックの歴史はリンプ・ビズキットが700万枚売り上げた日に崩れ去った」と発言するなどして、嫌悪している。さらに同じくレイジ・アゲインスト・ザ・マシーンのティム・コマーフォードは、「あんなくだらないバンドに影響を与えてしまい申し訳ない」と語り、さらにリンプが2000年にMTVミュージック・ビデオ・アワードを受賞したことに抗議し、授賞式会場の照明の梯子に登り授賞式を妨害する行動に出た。ほかにトゥール/ア・パーフェクト・サークルのメイナード、スリップノット/ストーン・サワーのコリィ・テイラー、ヘッド PEのジャレッド、マリリン・マンソンなどがリンプを名指しで批判するなど、敵は多い。とはいえ、スリップノット主催のフェスKnotfest JAPAN 2014の出演が決まっていることなどを考慮すると現在は少なからず認められてる様である。しかし日本でも賛非ははっきりと分かれ、2011年のLOUD PARKではヘッドライナーを務めたが、演奏中に半数以上の観客が会場を後にしてしまった。残った観客も彼らにブーイングを浴びせるなど、フェス全体を盛り下げてしまう結果となってしまった。
中でも最も有名なのがエミネム(Eminem)との抗争で、もともとは同じレーベルに所属し共にツアーを回るなど友好な関係（リンプの楽曲ブレイク・スタッフのミュージック・ビデオにはエミネムが出演している）であったが、DJリーサルの元バンドメイトのエヴァーラスト(Everlast)とエミネムのDJとが争った際に、DJリーサルがエヴァーラストを擁護したことで関係が悪化、エミネムが自身の楽曲ウィザウト・ミーの中でリンプを批判するなど、絶縁状態となったが、現在は和解した模様。
ただ、そうしたアーティスト達の中にも、リンプ・ビズキットのパフォーマンス（特にウェス・ボーランド）を評価する人は多い。

## メンバー

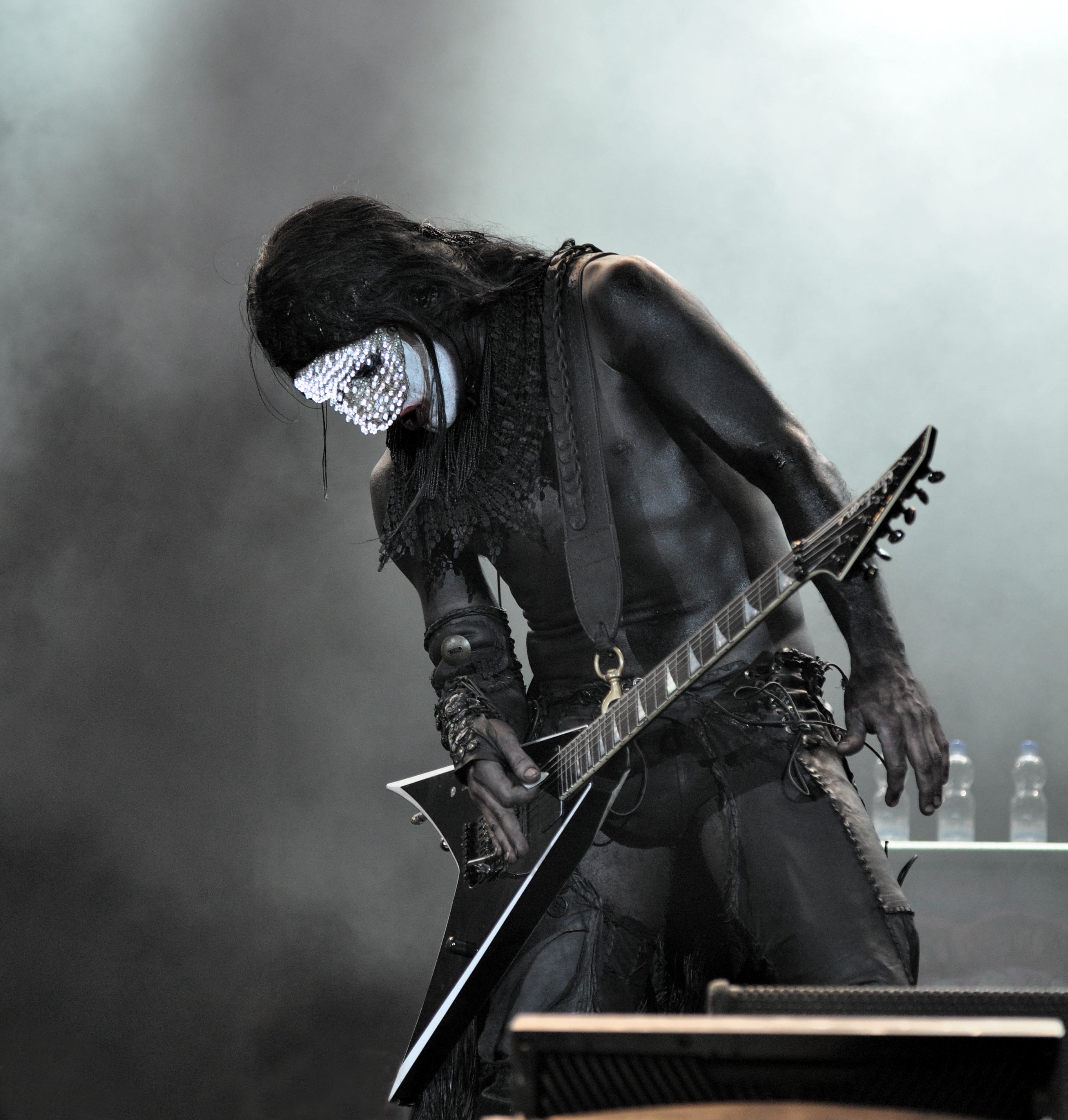
ウェス・ボーランド

- フレッド・ダースト（Fred Durst、1970年8月20日 - ）：ボーカル

元タトゥデザイナーで、海軍に在籍していたこともある。インタースコープ社の副社長で、自身のレーベル「フローレス・レコード」の経営者でもある。バンドのビデオの殆どで監督を務めている。恋人との性行為を納めたビデオが流出してしまった。赤い野球帽がトレードマークだが、近年は銀色のカツラを被っている時もある。
- ウェス・ボーランド（Wes Borland、1975年2月7日 - ）：ギター

米ヴァージニア州出身。独特のギター・リフと数々の奇抜な全身メイクで観客を熱狂させる、メタル界屈指のギタリスト。結成当初からのメンバーだが、2001年に脱退し、2004年に復帰。2006年に再脱退し（ブラック・ライト・バーンズへ加入）、2009年に再び復帰した。フロント・マンを務めるBig Dumb Face、Eat The Day、Black Light Burnsやマリリン・マンソンで活動していた。2008年3月30日に東京ドームで行われたX JAPANの復活ライブ「攻撃再開 2008 I.V.〜破滅に向かって〜」に、ガンズ・アンド・ローゼスのリチャード・フォータスと共にゲスト出演した。大のウサギ好きで、常にペットとして生活を共にするほどである。趣味で油絵も描き、いくつかの作品のジャケットアートを手掛けている。私生活では結婚と離婚を繰り返している。
- サム・リヴァース（Sam Rivers、1977年9月2日 - ）：ベース

フレッドの旧友。フレッドと共にリンプ・ビズキットを結成した張本人でもある。過度の飲酒により2011年に肝臓病を患い2015年に脱退、肝臓移植手術を受けた後2018年に復帰した。スキンヘッドがトレードマーク。
- ジョン・オットー（John Otto、1977年3月22日 - ）：ドラムス

リヴァースの従兄弟で元ジャズ・ドラマー。「真実への逃避」にはドラッグ問題により1曲のみの参加となっており、彼が解雇されている映像が収録されている。現在は完治し、バンドに完全復帰している。
- DJ リーサル（DJ Lethal、1972年12月18日 - ）：ターンテーブル

元ハウス・オブ・ペイン(House Of Pain)のサウンド・クリエイター。出番がない時は盛り上げ役も担う。素行不良により2012年に解雇されたが2018年に復帰している。

### 旧メンバー
- マイク・スミス（Mike Smith）：ギター

元スノット(Snot)のギタリスト。ボーランド脱退後のアルバム第4作目の製作とそれに伴うツアーに参加。

### ツアーサポート
- ブライアン・ウェルチ（Brian Welch）：ギター

Kornのギタリスト。2003年に参加。
- フランコ・カリーノ（Franko Carino）：ターンテーブル

2013-2017年に参加。
- サミュエル・G・ムプング（Samuel G Mpungu）：ベース

2015-2017年に参加。
- ツヅミ・オカイ（Tsuzumi Okai）：ベース

四人囃子のドラム岡井大二の姪。2018年から参加。

## ディスコグラフィ

### アルバム
| 年                                        | タイトル                                          | アルバム詳細 | チャート最高位 | チャート最高位 | チャート最高位 | チャート最高位 | チャート最高位 | チャート最高位 | チャート最高位 | チャート最高位 | チャート最高位 | チャート最高位 | 認定 |
| 年                                        | タイトル                                          | アルバム詳細 | US             | AUS            | AUT            | CAN            | FRA            | GER            | NLD            | NZ             | SWI            | UK             | 認定 |
| ----------------------------------------- | ------------------------------------------------- | --- | -------------- | -------------- | -------------- | -------------- | -------------- | -------------- | -------------- | -------------- | -------------- | -------------- | --- |
| 1997                                      | Three Dollar Bill, Y'all$                         | - 発売日: 1997年7月1日 - レーベル: Flip, Interscope - フォーマット: CD, cassette, LP, digital download - 全米売上: 220万枚   | 22             | 32             | —              | 29             | —              | —              | —              | 37             | —              | 50             | - US: 2× プラチナ - AUS: プラチナ - CAN: 2× プラチナ - NZ: ゴールド - UK: ゴールド                                                                             |
| 1999                                      | Significant Other                                 | - 発売日: 1999年6月22日 - レーベル: Flip, Interscope - フォーマット: CD, cassette, LP, digital download - 全米売上: 700万枚  | 1              | 5              | 7              | 1              | 70             | 13             | 11             | 4              | 38             | 10             | - US: 7× プラチナ - AUS: 2× プラチナ - AUT: プラチナ - CAN: 6× プラチナ - GER: 2× プラチナ - NLD: プラチナ - NZ: 2× プラチナ - SWI: プラチナ - UK: プラチナ    |
| 2000                                      | Chocolate Starfish and the Hot Dog Flavored Water | - 発売日: 2000年10月17日 - レーベル: Flip, Interscope - フォーマット: CD, cassette, LP, digital download - 全米売上: 800万枚 | 1              | 1              | 1              | 1              | 7              | 1              | 1              | 1              | 4              | 1              | - US: 6× プラチナ - AUS: 4× プラチナ - AUT: プラチナ - CAN: 6× プラチナ - GER: 2× プラチナ - NLD: プラチナ - NZ: 5× プラチナ - SWI: プラチナ - UK: 2× プラチナ |
| 2003                                      | Results May Vary                                  | - 発売日: 2003年9月23日 - レーベル: Flip, Interscope - フォーマット: CD, LP, digital download - 全米売上: 150万枚            | 3              | 2              | 1              | 3              | 19             | 1              | 11             | 2              | 6              | 7              | - US: プラチナ - AUS: 2× プラチナ - AUT: ゴールド - CAN: 3× プラチナ - GER: 2× プラチナ - NLD: プラチナ - NZ: 2× プラチナ - SWI: ゴールド - UK: プラチナ       |
| 2005                                      | The Unquestionable Truth: Part 1                  | - 発売日: 2005年5月3日 - レーベル: Flip, Interscope - フォーマット: CD, digital download - 全米売上: 40万枚                  | 24             | 50             | 17             | —              | 67             | 4              | 85             | —              | 8              | 71             | - CAN: ゴールド - GER: ゴールド - NLD: ゴールド - SWI: ゴールド                                                                                                |
| 2011                                      | Gold Cobra                                        | - 発売日: 2011年6月28日 - レーベル: Flip, Interscope - フォーマット: CD, digital download - 全米売上: 25万枚                 | 16             | 12             | 2              | 13             | 39             | 1              | 23             | 36             | 2              | 30             | - AUS: ゴールド - AUT: ゴールド - CAN: ゴールド - GER: ゴールド - NLD: ゴールド - RUS: ゴールド - SWI: ゴールド                                                |
| 2021                                      | Still Sucks                                       | - 発売日: 2021年10月31日 - レーベル: Suretone - フォーマット: digital download, streaming                                    | 155            | —              | —              | —              | —              | —              | —              | —              | —              | 79             | |
| "—"は未発売またはチャート圏外を意味する。 |                                                   | |                |                |                |                |                |                |                |                |                |                | |

### シングル
| 年   | 曲名                                 | 備考                                                     | 収録アルバム                                                                           |
| ---- | ------------------------------------ | -------------------------------------------------------- | -------------------------------------------------------------------------------------- |
| 1997 | Counterfeit                          |                                                          | スリー・ダラー・ビル、ヤ・オール$                                                      |
| 1998 | Sour                                 |                                                          |                                                                                        |
| 1998 | Faith                                | ジョージ・マイケルのカヴァー                             |                                                                                        |
| 1999 | Nookie                               |                                                          | シグニフィカント・アザー                                                               |
| 1999 | Re-Arranged                          |                                                          |                                                                                        |
| 1999 | N 2 Gether Now                       | feat.メソッド・マン                                      |                                                                                        |
| 2000 | Break Stuff                          |                                                          |                                                                                        |
| 2000 | Take A Look Around                   | 映画「ミッション:インポッシブル2」のテーマ曲             | チョコレート・スターフィッシュ・アンド・ザ・ホット・ドッグ・フレイヴァード・ウォーター |
| 2000 | My Generation                        |                                                          |                                                                                        |
| 2000 | Rollin' (Air Raid Vehicle)           | WWEのレスラージ・アンダーテイカーの入場曲                |                                                                                        |
| 2001 | My Way                               | WWEレッスルマニア17のテーマ曲                            |                                                                                        |
| 2001 | Boiler                               |                                                          |                                                                                        |
| 2003 | Eat You Alive                        |                                                          | リゾルツ・メイ・ヴァリー                                                               |
| 2003 | Behind Blue Eyes                     | ザ・フーのカヴァー・映画「ゴシカ」のエンディングテーマ曲 |                                                                                        |
| 2003 | Red Light-Green Light                | feat.スヌープ・ドッグ                                    |                                                                                        |
| 2004 | Almost Over                          |                                                          |                                                                                        |
| 2004 | Build A Bridge                       | WWEサバイバー・シリーズ2003のテーマ曲                    |                                                                                        |
| 2005 | The Truth                            |                                                          | 「真実への逃避」～ジ・アンクエスチョナブル・トゥルース (第一幕)                        |
| 2005 | Home Sweet Home/Bittersweet Symphony | モトリー・クルー/ザ・ヴァーヴのカヴァーミックス          | グレイテスト・ヒッツ                                                                   |
| 2011 | Shotgun                              |                                                          | ゴールド・コブラ                                                                       |
| 2011 | Gold Cobra                           |                                                          |                                                                                        |
| 2013 | Ready To Go                          | feat.リル・ウェイン                                      | スタンピード・オブ・ザ・ディスコ・エレファンツ                                         |
| 2013 | Thieves                              | ミニストリーのカヴァー                                   |                                                                                        |
| 2014 | Endless Slaughter                    |                                                          |                                                                                        |

- その他の楽曲

| 年   | 曲名         | 備考                           | 収録アルバム                             |
| ---- | ------------ | ------------------------------ | ---------------------------------------- |
| 1999 | Crushed      | 「エンド・オブ・デイズ」挿入曲 | 「エンド・オブ・デイズ」サウンドトラック |
| 2003 | Crack Addict | WWEレッスルマニア19のテーマ曲  | アルバム未収録                           |